# Basilio Ndong
Basilio Ndong Owono Nchama (Mbini, 17 de enero de 1999) es un futbolista ecuatoguineano que juega como defensa para la selección de Guinea Ecuatorial. 

## Trayectoria
Es un jugador formado en el Cano Sport de su país natal en el que jugó desde 2015 a 2017.
El 30 de enero de 2018, firma por el Shkupi de la Primera División de Macedonia del Norte, en el que jugaría durante dos temporadas.
En 2020, firma por el Westerlo de la Primera División de Bélgica, pero en septiembre de 2021 sería prestado al IK Start Kristiansand de la Adeccoligaen.
El 8 de enero de 2022, firma en propiedad por el IK Start Kristiansand de la Adeccoligaen.
El 25 de enero de 2023, firma por el U Craiova 1948 Club Sportiv de la Liga I por tres temporadas y media.

## Selección nacional
Es internacional por la selección de fútbol de Guinea Ecuatorial, con la que hizo su debut el 4 de septiembre de 2016 en un encuentro contra Sudán del Sur de clasificación para la Copa Africana de Naciones 2017.

## Clubes
| Club                           | País                | Año       |
| ------------------------------ | ------------------- | --------- |
| Cano Sport                     | Guinea Ecuatorial   | 2015-2017 |
| F. K. Shkupi                   | Macedonia del Norte | 2018-2019 |
| K. V. C. Westerlo              | Bélgica             | 2020-2022 |
| IK Start Kristiansand (cedido) | Noruega             | 2021      |
| IK Start Kristiansand          | Noruega             | 2022      |
| U Craiova 1948 Club Sportiv    | Rumania             | 2023-2025 |